# Priapismo (álbum)
Priapismo es el nombre del quinto álbum de estudio de la banda peruana Los Chabelos, publicado casi diez años de su anterior producción, presentando el mismo estilo música, pero con una calidad mejorada, a decir de su volcalista Giovanni Ciccia "creo que este nuevo es un poco más rabioso, conserva el humor y es el que mejor suena"
El álbum fue puesto  a la venta el 16 de septiembre de 2018 en el Vichama Bar de Lima
El álbum fue presentado mediante un conjunto de presentaciones denominadas "Tour Priapismo", el cual tuvo como punto resaltante el Festival Chabelos Priapismo, realizado el 3 de noviembre de 2018, evento en el que se tuvo como invitados a las conocidas bandas peruanas  Chabelos , Mar De Copas , Libido , Amen , Rio , Raul Romero , Pedro Suarez Vertiz la Banda , 6 Voltios , Leusemia , Tourista , We The Lion , Los Mojarras , Asmereir , Diazepunk , Difonia , Inyectores , Terreviento , Serial Asesino , Ni Voz Ni Voto.
Destacan canciones como “Les vas a pagar”, una mirada crítica a la sociedad. “Es un tema que habla del sistema que está de cabeza, que no sirve para nada y, como no podría ser de otra manera, se menciona a la Sunat, que es su bastión, la cara de algo que te quita y no te retribuye de ninguna forma” También destaca “Quiero ser normal”,  “Habla de cómo la sociedad acepta que la gente tenga plata y buena posición social sin importarle si ellos se la ganaron robando”, conforme indicaba su baterista Sergio Galliani
Este trabajo presenta como tema diferente "Sácala que me cago", canción de salsa cantada por  Sergio Galliani, género musical poco utilizado por al banda. 

## Lista de canciones
| Priapismo |                                                                  |          |  |
| N.º       | Título                                                           | Duración |  |
| 1.        | «Priapismo»                                                      |          |  |
| 2.        | «Tú te persignas, yo me agarro el pito»                          |          |  |
| 3.        | «Animal»                                                         |          |  |
| 4.        | «Sácala que me cago»                                             |          |  |
| 5.        | «Para qué»                                                       |          |  |
| 6.        | «Quiero ser normal»                                              |          |  |
| 7.        | «Me la comía doblada»                                            |          |  |
| 8.        | «La cocainómana»                                                 |          |  |
| 9.        | «Les vas a pagar (Sunat)»                                        |          |  |
| 10.       | «Red social (ft. Gisela Ponce de León)»                          |          |  |
| 11.       | «Un segundo más viejo»                                           |          |  |
| 12.       | «Esperando»                                                      |          |  |
| 13.       | «¿Por qué no te puedo cachar?»                                   |          |  |
| 14.       | «A mi manguera»                                                  |          |  |
| 15.       | «Entretenme»                                                     |          |  |
| 16.       | «Internet» (Bonus)                                               |          |  |
| 17.       | «Devuelve la plata Alanación (ft. Gisela Ponce de León)» (Bonus) |          |  |
| 18.       | «Pollo chucha» (Bonus)                                           |          |  |